# Orfeusz az alvilágban
Orfeusz az alvilágban (franciául: Orphée aux enfers) Jacques Offenbach operettje két felvonásban és négy jelenetben. Szövegkönyvét Hector Crémieux és Ludovic Halévy írták. Ősbemutatójára 1858.  október 21-én került sor a párizsi Théâtre des Bouffes-Parisiens-ben. 
A zeneszerző, Crémieux és Halévy 1874-ben egy négy felvonásból és 12 jelenetből álló bővített változatot dolgozott ki.
A bővített változat ősbemutatójára 1874. február 7-én került sor a Théâtre de la Gaîté-ban, amelyet időközben Offenbach vezette. Ennél a verziónál a művét körülbelül 90 perc játékidőről körülbelül négy órára, a zeneszámok számát pedig 16-ról 30-ra növelték.
Magyarországon először Kolozsvárott mutatták be a darabot, 1864. március 18.-án.

## Szereplők
- Orpheusz, zenetanár, tenor
- Eurüdiké, a felesége, szoprán

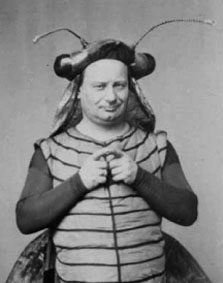
Désiré mint Iuppiter az ősbemutatón

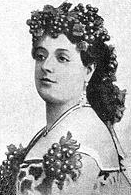
Lise Tautin mint Eurüdiké az ősbemutatón

- Arisztaiosz-Pluto, az alvilág ura, tenor
- Iuppiter, Az Olümposz ura, bariton
- A közvélemény, mezzoszoprán
- Iuno, Iuppiter felesége, szoprán
- Mars, bariton
- Venus, szoprán
- Amor, mezzoszoprán
- Diana, szoprán
- Minerva, szoprán
- Mercurius, az istenek hírnöke, tenor
- Sztüx Jancsi, tenor, Arisztaiosz inasa

## Cselekmény
|  | Alább a cselekmény részletei következnek! |

### Első felvonás

#### Első jelenet
- Helyszín: Az ókori görögországi Thébai közelében.

Az Orpheusz és Eurüdiké házaspár különvált. Orpheusz zenetanár és hegedűművész megcsalja feleségét Chloé nimfával. Már rég elvált volna a feleségétől, ha nem lett volna a közvélemény. Eurüdiké, aki unott életet él, tudja ezt, és nem zavarja. Van egy szeretője is, Arisztaiosz pásztor és méhész. Eurüdiké azonban kevesen tudja, hogy szerelme, Arisztaiosz valójában Pluto, az alvilág ura. Pluto el akarja vinni kedvesét az alvilágba, és várja a megfelelő pillanatot. A pár heves vitája után Pluto elérkezettnek látja az ő idejét. Eurüdikét nyakon harapja, és ez a halálcsók szállítja neki Eurüdikét.
Amikor Eurüdiké magához tér, ő és Pluto "búcsúlevelet" írnak Orpheusznak.
A levél nagy örömöt szerzett neki. Azt hiszi, végre megszabadul a feleségétől, és azonnal el akarja mondani kedvesének a jó hírt. Ám ekkor a közvélemény az útjába áll, és azt követeli, hogy szerezze vissza feleségét Iuppitertől. Ismét a közvélemény nyért, és elkíséri Orpheuszt egészen az Olümposzig.

#### Második jelenet
- Helyszín: Az Olümposz hegyen

Az Olümposz-hegy istenei unatkoznak és unatkoznak. Iuppiter szabadon szórakoztatja magát fiatal nőkkel. Iuno, a felesége jelenetet készít neki. Egy gyönyörű nőt elrabolt egy isten a földön. Iuppiter azonban tagadja, hogy bármi köze lenne az emberrabláshoz. Aztán megérkezik Merkúr azzal a hírrel, hogy Pluto nemrég tért vissza az alvilágba földi tartózkodásáról egy gyönyörű Eurüdiké nevű nővel. Ártatlanságának hangsúlyozására Iuppiter az alvilágból az Olümposz hegyére idézi Plutót. Pluto is tagadja az emberrablást. Ekkor megjelenik Orpheusz, és visszaköveteli a feleségét. Iuppiter most úgy dönt, hogy alaposabban megvizsgálja az ügyet az alvilágban. Az istenek egész serege követi őt az alvilágba.

### Második felvonás
- Helyszín: Az alvilág, Pluto budoárja

#### Harmadik jelenet
Itt rejti a Pluto az elrabolt Eurüdikét. Sztüx Jancsi, Pluto mindig részeg szolgája őrzi. Sztüx Jancsi udvarol a szépségnek, és elmeséli neki Arcadia hercegeként gazdagon és pompában eltöltött idejét. Eurüdiké pedig nem törődik vele.
Vágyik arra, hogy újra férjével legyen a földön. A kalandok vonzereje már elhalványult. Az Olümposzról az alvilágba érkezett istenek kezdetben nem tudták megtalálni Eurüdiké rejtekhelyét. De Iuppiternek gyanús. Egy légy ábrán átjut a kulcslyukon, és felfedezi Eurüdikét. Körül legyesedik, felfedi magát, mint legfőbb istent és megígéri, hogy kiszabadítja és felviszi az Olimposzra.

#### Negyedik jelenet
A Pluto egy alvilági ünnepet rendez. Van tánc és ivás.
A Iuppiter általános tapsot vív ki egy menüett-tel, amely hamarosan vad kánkánná fajul.
Eurüdiké Bacchus papnőjeként van az ünnepón.
Orpheusz, a közvélemény kíséretében, ismét feleségét követeli a Iuppitertől. 
Iuppiter enged a kívánságnak, de egy feltételt szab: ha Orpheusz Eurüdiké előtt felmegy a felső világba, nem fordulhat feleségéhez.
Így kezdődik a menet a Felső Világ felé: a közvélemény, majd Orpheusz és Eurüdiké, Sztüx Jancsi vezetésével. Ám ahogy a kapuhoz érnek, Iuppiter villámot sodor. Orpheusz döbbenten megfordul, és elvesztette a feleségét.
|  | Itt a vége a cselekmény részletezésének! |

## Operettslágerek
Galop infernal

Probléma esetén lásd:Médiafájlok kezelése.

## Fordítás
- Ez a szócikk részben vagy egészben  az   Orpheusz in der Unterwelt című német Wikipédia-szócikk fordításán alapul.  Az eredeti cikk szerkesztőit annak laptörténete sorolja fel. Ez a jelzés csupán a megfogalmazás eredetét és a szerzői jogokat jelzi, nem szolgál a cikkben szereplő információk forrásmegjelöléseként.